# Comuna de Gościeradów
Gościeradów (polaco: Gmina Gościeradów) é uma gminy (comuna) na Polónia, na voivodia de Lublin e no condado de Kraśnicki. A sede do condado é a cidade de 1999.
De acordo com os censos de 2004, a comuna tem 7411 habitantes, com uma densidade 46,7 hab/km².

## Área
Estende-se por uma área de 158,56 km², incluindo:
- área agricola: 52%
- área florestal: 42%

## Demografia
Dados de 30 de Junho 2004:
|                      | Total   | Total | Mulheres | Mulheres | Homens  | Homens |
| -------------------- | ------- | ----- | -------- | -------- | ------- | ------ |
|                      | pessoas | %     | pessoas  | %        | pessoas | %      |
| População            | 7411    | 100   | 3770     | 50,9     | 3641    | 49,1   |
| Densidade (pop./km²) | 46,7    | 100   | 23,8     | 23,8     | 23      | 23     |

De acordo com dados de 2002, o rendimento médio per capita ascendia a 1170,64 zł.

## Subdivisões
- Aleksandrów, Gościeradów, Gościeradów-Folwark, Gościeradów-Kolonia, Gościeradów Plebański, Księżomierz Dzierzkowska, Księżomierz Gościeradowska, Księżomierz Kościelna, Księżomierz-Kolonia, Liśnik Duży, Liśnik Duży-Kolonia, Łany, Marynopole, Mniszek, Salomin, Suchodoły, Szczecyn, Wólka Szczecka.

## Comunas vizinhas
- Annopol, Dzierzkowice, Radomyśl nad Sanem, Trzydnik Duży, Zaklików